# Bár–Kalán nembeli Kalán
Bár–Kalán nembeli Kalán (latinul:Calanus Coelius, vagy Juvencius Coelius) a 12. század és 13. század század fordulóján élt egyházi elöljáró és királyi tisztviselő volt a Magyar Királyságban. 1186-tól 1218-ban bekövetkezett haláláig pécsi püspök, 1190 és 1194 között horvát és dalmát bán volt. Ő volt az első főpap a királyságban, aki ezzel párhuzamosan világi hivatalt is betöltött. Imre magyar király uralkodása idején, aki vérfertőzéssel vádolta a püspököt, de ezt soha nem tudta bizonyítani viszonya az uralkodóval feszült volt. Bár az esztergomi kanonokok egy része 1204-ben Kalánt érsekké választotta, megválasztását a Szentszék nem erősítette meg. Kalán akkor halt meg, amikor keresztes hadjáratra készült a Szentföldre.

## Élete
Kalán előkelő nemesi családban született 1150 és 1155 között. Családja, a Bár–Kalán nemzetség ősi birtokai a Baranya megyei Bár és Esztergom környékén voltak. Fiatal koráról ugyan nem jegyeztek fel adatokat, de az általa kiadott oklevelek kifinomult stílusa külföldi iskolákban (feltehetően Franciaországban) végzett tanulmányaira utal. Kalán az 1180-as évektől a királyi udvarban dolgozott. Előmozdította a királyi kancellária és a királyi káptalan elválasztását, mely utóbbit az esztergomi érsekek felügyelték. Egy 1181-es oklevél „Galanus” néven „a királyi udvar kancellárjaként” (aule regie cancellarius) utal rá.
Egy 1183-as oklevél már pécsi püspökként említi, ennek a megbízhatósága azonban erősen kétséges. Valószínűbb, hogy csak 1186-ban lett püspök. A pápa az érsekekhez hasonló jogot is biztosított számára a pallium viselésére. Ezt a kitüntetést Kalán valószínűleg valamely személyes érdeméért, vélhetően a Velencei Köztársaság és a Magyar Királyság között Dalmáciában zajló háború lezárását eredményező békekötésben való szerepéért kapta. III. Béla magyar király 1193-ban kormányzói (gubernátori) címmel Kalánt nevezte ki Horvátország és Dalmácia igazgatására. Ebben a tisztségben Kalánt később a király legidősebb fia, Imre váltotta fel, ami a püspök és az uralkodó közötti feszült viszonyra utalhat. Trois-Fontaines Alberic ciszterci krónikás szerint Kalán 1196-ban megmérgezett áldozóostyával gyilkolta meg III. Bélát. III. Béla utóda, Imre király 1203-ban azonban nem ezzel, hanem a saját unokahúgával fenntartott tiltott viszonnyal vádolta meg a püspököt, de ez a vád bizonyítatlan maradt.
Kalán több szuffragáneus püspökkel együtt tiltakozott az ellen, hogy az esztergomi kanonokok János kalocsai érseket 1204-ben Esztergom érsekévé választották. Hangsúlyozták, hogy János érsek mindaddig vitatta az esztergomi érsekek különleges státuszát a királyságon belül. A püspökök meggyőztek néhány kanonokot, hogy gondolják meg magukat, és Kalánt válasszák meg érsekké. Ekkor azonban ellenfele azzal vádolta Kalán püspököt, hogy vérfertőző kapcsolata van unokahúgával, de az alól az öt püspöktársa által végzett vizsgálat tisztázta. III. Ince pápa viszont végül Kalán ellenfele javára döntött az esztergomi érsekség körüli konfliktusban, és 1205. október 5-én megerősítette János megválasztását.
Kalán mindvégig szenvedélyesen védte egyházmegyéje érdekeit. Vitatta, hogy a dunaföldvári bencés apátság mentesül a joghatósága alól, és a pápa előtt beperelte apátját, de az apátság továbbra is közvetlenül az esztergomi érseknek volt alárendelve. Az 1210-es években hivatalos panaszt nyújtott be a cikádori ciszterci apátság ellen is, mert az egyházmegyéjében lévő szőlőknek tizedfizetés alól mentesült ciszterciek általi felvásárlása veszélyeztette bevételeit. III. Ince pápa kérésére korábban figyelmeztette a cisztercieket, hogy mérsékeljék új ingatlanok megszerzését. Pozsegában társaskáptalant, Ürögben pedig a kanonokok számára kolostort létesített.
Az ő idejében, 1200 körül fejeződött be a pécsi székesegyház építése. Kalán az új templom nyugati homlokzata előtt rövid idő alatt Keresztelő János tiszteletére szentelt káptalant létesített. A székesegyházi káptalan is Kalán püspök idejében kezdett hiteles helyként (locus credibilis) működni. 1214-ben fogadalmat tett a keresztes hadjáratban való részvételre, de kora miatt végül nem csatlakozott az 1217-ben II. András magyar király által indított keresztes hadjárathoz. Kalán 1218-ban halt meg.

## Tevékenysége Horvátország és Dalmácia kormányzójaként
Kalán az 1190-es évek elején tűnik fel a délvidéki kormányzói tisztségben. Mikor III. Béla a traui foknál megverte a velenceieket, olyan buzgón működött közre a béke megkötése érdekében, másrészt a bosnyák patarénusok leverésében, hogy a pápa palliummal tüntette ki. 1190-ben szintén az ő és János prenestei püspök közbenjárásával kötöttek békét Velence és Magyarország, amit a hálás III. Béla a pécsi püspökség jogainak megerősítésével hálált meg és továbbra is meghagyta kormányzói méltóságában.
Két 1193-as oklevelében is a „Calanus dei gratia Quinqueecclesiensis episcopus pallaetas et totius Dalmatiae atque Croatiae gubernator” megnevezést használja. Több történész, köztük Győrffy György és Kristó Gyula is egyetért abban, hogy ez a megnevezés akkoriban a teljes Dráván túli terület irányítását jelentette. Kalán 1190 és 1193 között összesen hét oklevélben szerepel kormányzói minőségében. Ezek többsége csak méltóságának megjelölésére szolgál, és csupán kettő, 1193-as oklevélben van szó arról, hogy a zágrábi püspökség ügyében intézkedik.

## Munkái
Vita Attilae primum edita. Venetiis, 1502. (2. kiadás. Ingolstadt, 1608.; 3. kiadás Szászky jegyzeteivel és Bél Mátyás előszavával. Adparatus ad Historiam Hungariae. Decad. I. Monum. III. 1736. 80–158. l.)
Attilának, a hunok királyának életét írta le röviden, főleg Priszkosz rétor, Iordanes és Paulus Diaconus után, a monda nyomainak némi ismeretével.